# Биопсия лёгких
Биопсия легкого – это интервенционная процедура, проводимая для диагностики патологии легких путем получения небольшого фрагмента легкого, который исследуется под микроскопом.Помимо микроскопического исследования клеточной морфологии и структуры, можно провести специальные окрашивания и культивирование полученной ткани.

## Типы
Биопсию легкого можно проводить чрескожно (через кожу, как правило, под контролем КТ ), с помощью бронхоскопии с ультразвуковым контролем или хирургическим путем, как открытым способом, так и с помощью видеоторакоскопической хирургии (VATS)

## Причины для применения
Биопсия легкого проводится в том случае, если поражение легкого вызывает подозрение на рак легких или когда рак невозможно отличить от другого заболевания, например, аспергиллеза.
Биопсия легких также играет роль в диагностике интерстициального заболевания легких.

## Риски
Любой подход к биопсии лёгких может привести к пневмотораксу. Тщательная техника выполнения может снизить этот риск, который варьируется от менее 1% до примерно 10%. Точный риск пневмоторакса зависит от техники выполнения и наличия сопутствующего заболевания лёгких, поскольку некоторые заболевания лёгких, такие как ХОБЛ, могут повышать риск развития пневмоторакса. Пневмоторакс иногда требует лечения с помощью грудной дренажной трубки.
Кровотечение может быть опасным для жизни и может возникнуть у 1–4% пациентов. В редких случаях межреберная артерия может быть повреждена при проколе иглой для биопсии через спину из-за изменений в ходе артерии на протяжении первых 6 см от позвоночника при выходе из сосудов средней линии, таких как рёберно-шейный ствол подключичной артерии и нисходящая грудная аорта. Существует более высокая вероятность отклонения артерии от своего обычного хода подреберной бороздки (подреберной бороздки) для ребер, расположенных ближе к голове. Поэтому обычно по возможности избегают целевых поражений вблизи задней части легких, и во время биопсии прокол следует производить как можно ближе к верхнему краю ребер.